# Fleury-en-Bière
Fleury-en-Bière település Franciaországban, Seine-et-Marne megyében. Lakosainak száma 683 fő (2022. január 1.). Fleury-en-Bière Perthes, Saint-Martin-en-Bière, Courances, Milly-la-Forêt, Arbonne-la-Forêt, Barbizon, Cély és Chailly-en-Bière községekkel határos.

## Népesség
A település népességének változása:
| Lakosok száma | 653  | 661  | 676  | 656  | 652  | 647  | 654  | 656  | 683  |
|               | 2013 | 2015 | 2016 | 2017 | 2018 | 2019 | 2020 | 2021 | 2022 |